# 434 a.C.

## Eventos
- A magistratura romana para o ano de 434 a.C. é confusa. Segundo Lívio, Lícinio Mácer afirma que foram cônsules novamente os mesmos do ano anterior: Caio Júlio Julo e Lúcio Vergínio Tricosto. Como ele considera a tese absurda, cita, assim como Diodoro Sículo, dois outros nomes para este ano: Marco Mânlio Capitolino e Quinto Sulpício Camerino Pretextato. Diodoro e a Cronografia de 354 sugerem ainda Sérvio Cornélio Cosso, o que pode significar que os três podem tenham sido tribunos consulares.

- Mamerco Emílio Mamercino foi ditador pela segunda vez.